# Omar Sívori
(Gianni Agnelli)
Enrique Omar Sívori (San Nicolás de los Arroyos, 2 ottobre 1935 – San Nicolás de los Arroyos, 17 febbraio 2005) è stato un calciatore, allenatore di calcio e dirigente sportivo argentino naturalizzato italiano, di ruolo attaccante o centrocampista.
Soprannominato El Cabezón per la folta capigliatura scura che spiccava sul corpo minuto, è considerato uno dei giocatori più forti nella storia del calcio. L'IFFHS lo classifica alla 36ª posizione nella speciale classifica dei migliori calciatori del XX secolo, alla 16ª posizione in quella relativa ai più forti sudamericani e alla 5ª posizione per quanto concerne gli argentini. Nel marzo del 2004 è stato anche inserito da Pelé nella FIFA 100, la lista dei 125 migliori calciatori viventi, redatta in occasione del Centenario della FIFA. Vincitore del Pallone d'oro nel 1961, è stato inserito in totale per cinque anni di fila tra i candidati alla vittoria del premio.
Durante la sua carriera militò nei club del River Plate, della Juventus e del Napoli, vincendo 6 campionati e 2 coppe nazionali. Mise a segno 147 reti nel campionato italiano, dove detiene assieme a Silvio Piola il record del maggior numero di gol segnati in una singola partita: il 10 giugno 1961 siglò infatti 6 reti nella gara Juventus-Inter (9-1) della stagione 1960-1961.
Nel corso della sua carriera agonistica, rappresentò sia l'Argentina che l'Italia, vincendo con la maglia della Selección la Copa América 1957. In totale con le casacche delle due nazionali realizzò 17 reti in 28 presenze. Da allenatore fu inoltre commissario tecnico della nazionale argentina all'inizio degli anni 70.

## Biografia
Sívori nacque a San Nicolás de los Arroyos, città della provincia di Buenos Aires, in una famiglia di origini italiane. Suo nonno paterno, Giulio Sívori, era un immigrato di Cavi di Lavagna, frazione del comune ligure di Lavagna, mentre sua madre Carolina era abruzzese di Tornareccio.

## Caratteristiche tecniche

### Giocatore

Sívori col Pallone d'oro vinto nel 1961, il primo per un giocatore italiano, juventino e militante in Serie A

(Massimo Raffaeli, 2010)
Calciatore talentuoso, le sue specialità erano il dribbling in velocità e il palleggio. Era abbastanza forte fisicamente e possedeva un'ottima coordinazione. Agli esordi in Argentina si guadagnò i soprannomi di El pibe de oro (Il ragazzo d'oro) – rispolverato decenni dopo per il connazionale Diego Armando Maradona – e di El Gran Zurdo (Il grande mancino), quest'ultimo riferito alla sua propensione a giocare principalmente con il piede sinistro.

## Carriera

### Giocatore

#### Club

##### River Plate

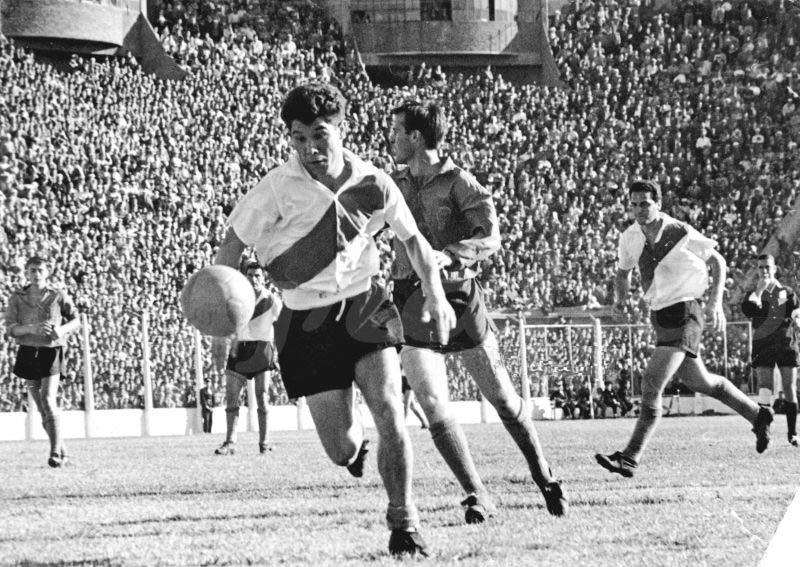
Un giovane Sívori in azione al River Plate a metà degli anni 50

Ancora ragazzo entrò a far parte del River Plate, in una squadra che includeva giocatori come Ángel Labruna e Félix Loustau, che a loro volta fecero parte della cosiddetta Máquina degli anni 40; fu allora che si guadagnò il soprannome di El Cabezón per via della folta capigliatura che spiccava sulla sua esile figura.
(Marcello Lippi)
La squadra vinse la Primera División Argentina nel 1955, titolo confermato quando il River batté il Boca Juniors 2-1 alla Bombonera. Nella stessa stagione il club vinse la Copa Río de La Plata battendo il Nacional. La stagione successiva la squadra vinse il campionato argentino all'ultima giornata battendo il Rosario Central per 4-0, con Sívori che realizzò l'ultima rete. Avrebbe giocato l'ultima partita con la maglia del River contro lo stesso club il 5 maggio 1957.
Il giovane vestì la maglia dei Millonarios fino alla stagione 1957-1958, quando fu ingaggiato dalla Juventus. A posteriori quel trasferimento provocò indirettamente un declino nella storia del club argentino, che nei diciotto anni seguenti non riuscirà più a vincere il titolo nazionale; tuttavia con i soldi ottenuti dal trasferimento fu iniziato il completamento de El Monumental.

##### La Juventus e ilTrio Magico
A 21 anni, Sívori arrivò quindi in Italia. Fu soprattutto l'interessamento dell'ex juventino Renato Cesarini a rendere possibile il trasferimento del giovane calciatore al club torinese, che pagò 10 milioni di pesos (equivalenti allora a 190 milioni di lire) per il suo cartellino, stabilendo un record dell'epoca; a essere battuta fu soprattutto la concorrenza dell'Inter.
Esordì in maglia bianconera nel 1957, andando ad affiancare in attacco l'altro neoacquisto, il centravanti gallese John Charles, e il capitano della squadra, l'italiano Giampiero Boniperti: nonostante le incognite della vigilia, questi andarono a comporre un formidabile trio offensivo (tra i più prolifici visti sul palcoscenico della massima serie italiana) che fece la fortuna della Juventus a cavallo degli anni 50 e 60.

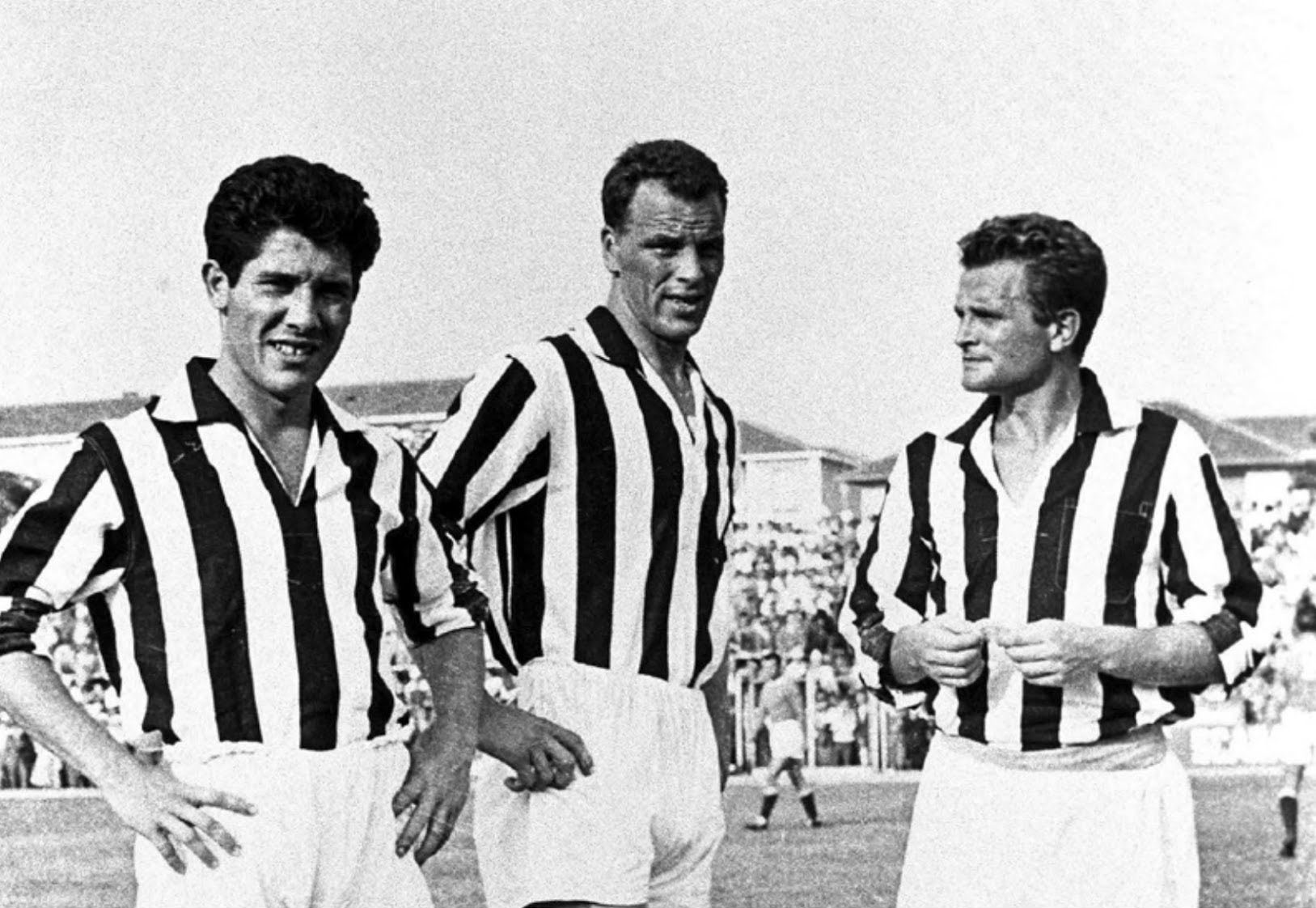
Sívori (a sinistra) coi compagni di reparto Charles e Boniperti, nello storico Trio Magico d'attacco della Juventus di fine anni 50

L'argentino indossò la casacca bianconera in 257 partite (215 in A, 23 in Coppa Italia e 19 in Europa), segnando 170 reti (135 in A, 24 in Coppa Italia e 12 in Europa). Con la Juventus visse il suo periodo di maggior successo, vincendo tre scudetti (tra cui il primo, storico, «della stella») assieme a due coppe nazionali; nel 1960 riuscì inoltre a conquistare il suo unico titolo di capocannoniere, mentre l'anno successivo raggiunse il suo massimo traguardo personale, venendo insignito (grazie al suo status di oriundo) del Pallone d'oro come miglior calciatore europeo: era la prima volta che il prestigioso riconoscimento veniva assegnato a un giocatore italiano (per quanto italo-argentino), nonché il primo successo assoluto per un calciatore juventino e militante nel campionato italiano.
Sívori fu l'ultimo elemento del Trio Magico a lasciare il club torinese, restando in bianconero fino al 1965 quando, a causa d'insanabili contrasti con l'allora allenatore Heriberto Herrera (di cui non sopportava la stretta disciplina), decise di cambiare squadra.

##### Napoli
Nel 1965 si trasferì al Napoli grazie all'opera di persuasione dell'allenatore Bruno Pesaola; inoltre l'allora presidente partenopeo Achille Lauro, per ottenere il suo cartellino, acquistò due motori navali per la sua flotta e pagò settanta milioni: quando arrivò in città, ad accogliere il giocatore ci furono migliaia di tifosi.

Sívori all'epoca della militanza nel Napoli

Qui, all'ombra del Vesuvio, formerà una coppia-gol tutta sudamericana assieme all'altro oriundo, l'italo-brasiliano José Altafini. Col club campano vinse subito la Coppa delle Alpi 1966, e fu poi protagonista in Serie A con un terzo posto nello stesso anno, un quarto l'anno dopo e un secondo nel 1968.
Un infortunio al ginocchio destro durante una tournée del Napoli in Colombia, nell'estate 1967, lo metterà a disposizione della squadra partenopea a mezzo servizio nelle ultime due stagioni; ciò, unito ad uno storico litigio con l'arbitro Fulvio Pieroni durante un Napoli-Juventus del 1º dicembre 1968 (culminato con un'espulsione e successivi sei turni di squalifica), lo convinse definitivamente a concludere la propria carriera, a trentatré anni, decisione su cui già meditava da tempo.
Darà il suo commosso addio al calcio giocato in televisione, il 21 dicembre 1968, durante la tredicesima puntata di Canzonissima, con un collegamento da Napoli.

#### Nazionale

##### L'Argentina e gliAngeli dalla faccia sporca
Sívori scese in campo per l'Argentina, suo Paese d'origine, in 19 occasioni, collezionando 9 reti e vincendo il titolo continentale sudamericano nel 1957 – venendo al contempo eletto miglior giocatore dell'edizione.

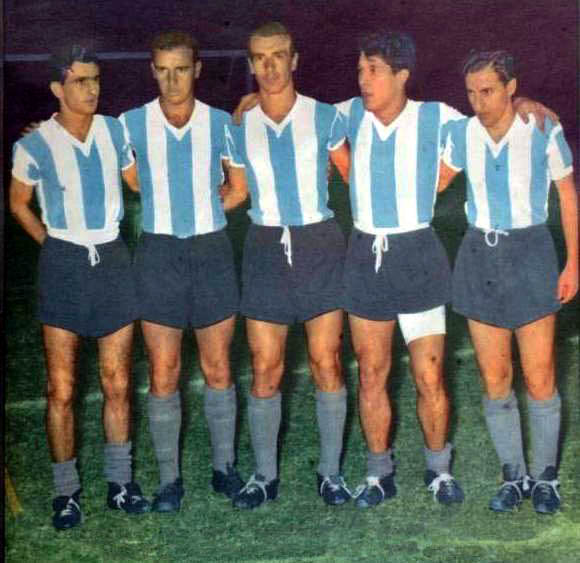
Sívori (penultimo da sinistra) e gli Angeli dalla faccia sporca, perno dell'Argentina trionfatrice al Sudamericano 1957

Con altri fuoriclasse di quella squadra (Omar Corbatta, Humberto Maschio, Antonio Angelillo e Osvaldo Héctor Cruz) aveva formato nell'Albiceleste un gruppo destinato a rimanere nella memoria con il nome di Angeli dalla faccia sporca (appellativo mutuato dall'omonima pellicola del 1938) per l'aria da impertinenti scugnizzi che i cinque avevano sul campo e fuori.
Il terzetto con Angelillo e Maschio non poté ricostituirsi nelle squadre di club italiane dalle quali i tre furono poi ingaggiati: Sívori approdò alla Juventus, mentre gli altri due si trovarono a giocare per una storica rivale dei torinesi, ovvero l'Inter. Successivamente, solo Angelillo riuscirà negli anni 60 a riunirsi calcisticamente, seppur brevemente, al fuoriclasse argentino: nel 1961 con la maglia azzurra, entrambi da oriundi, e nel 1967 con la casacca del Napoli, durante la tournée partenopea in Colombia che vedrà Sívori protagonista del già citato grave infortunio.

##### Italia
Come accennato, nel 1961 Sívori vinse il Pallone d'oro e, in virtù della sua condizione di oriundo, dallo stesso anno poté essere impiegato nell'Italia che partecipò al campionato del mondo 1962 in Cile, dove fu penalizzato ancora una volta, secondo i giornalisti, dal suo carattere introverso.

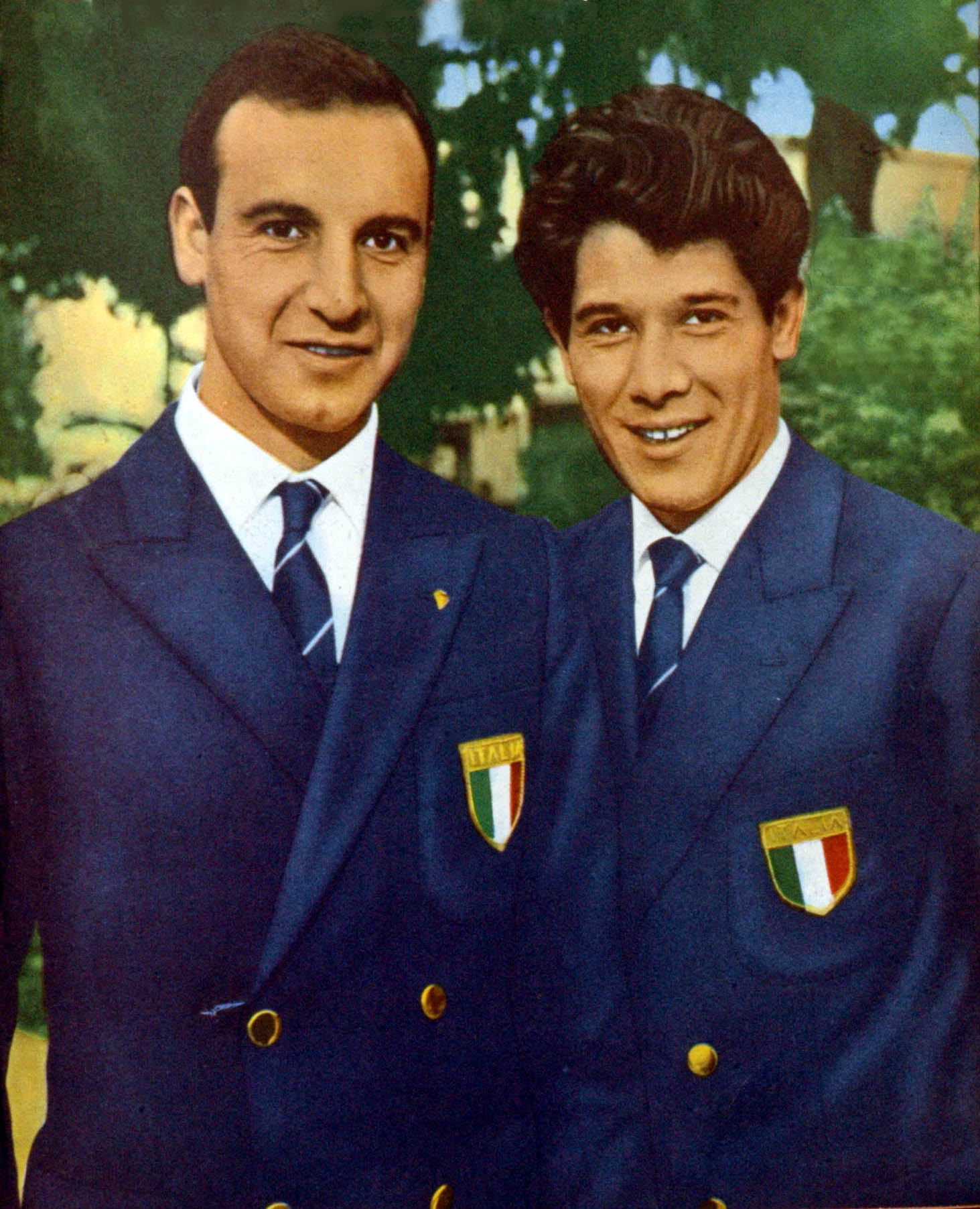
Sívori nel 1962 con l'Italia, assieme all'altro oriundo Humberto Maschio

Con la maglia della nazionale azzurra Sívori disputò in tutto 9 incontri, mettendo a segno 8 reti (di cui 4 contro Israele nel 1961).

### Allenatore e dirigente

#### Club
Per circa un decennio, subito dopo il ritiro dal calcio giocato, Sívori si cimentò nel ruolo di allenatore nella natìa Argentina. Debuttò in panchina nel 1969 assumendo la guida del Rosario Central, club che guidò per un biennio. Nel 1972 prese poi le redini dell'Estudiantes (LP), squadra che allenò brevemente fino al suo incarico da CT della nazionale. Dopo un quinquennio d'inattività, nel 1979 venne chiamato dal Racing Club, dove rimase per un anno.
Accettò quindi di guidare nel 1983 i canadesi del Toronto Italia nella National Soccer League. Con il club di Toronto chiuse al secondo posto la regular season del campionato, alle spalle dei concittadini del Panhellenic, per poi trionfare ai play-off superando nella finale per il titolo un altro club torontoniano, la Dinamo Latino; in precedenza era arrivato anche il successo nella NSL Cup, battendo in finale il succitato Panhellenic.
Dal 1986 al 1988 fu presidente della Viterbese. Sotto il suo mandato, il club venne promosso dal campionato laziale di Promozione all'Interregionale.

#### Nazionale
Intervallato tra gli incarichi con le squadre di club, nel 1972 diventò commissario tecnico dell'Argentina, con il compito di qualificare i biancocelesti al campionato del mondo 1974 in Germania Ovest (incarico delicato, in quanto l'Argentina aveva fallito il pass nel 1970); ottenne la qualificazione ai danni di Paraguay e Bolivia, con 3 vittorie e 1 pareggio.
Rimane celebre la mossa attraverso la quale (dovendo giocare due partite ravvicinate, una a livello del mare e l'altra ai 3650 m di quota di La Paz) allestì due nazionali "differenti": mentre la prima, formata dai giocatori titolari, si allenava agli ordini di Sívori a Buenos Aires e si recò ad Asunción dove pareggiò col Paraguay, la seconda (definita "nazionale da montagna" o "nazionale fantasma"), formata da giocatori non convocati abitualmente, fu portata dal tecnico in seconda a prepararsi in segreto sulle Ande, per acclimatarsi in quota.
Sívori venne allontanato nel 1974 dalla guida della nazionale, per divergenze con il presidente della federazione e per le sue scarse simpatie nei confronti di Juan Domingo Perón, rientrato in Argentina e tornato presidente in quel periodo. Sulla panchina dell'Albiceleste conta un ruolino di 16 gare, di cui 9 vittorie, 4 pareggi e 3 sconfitte.

### Dopo il ritiro
Negli ultimi anni di vita lasciò l'Italia per tornare a vivere in Argentina. Sposato con María Elena Casas, da lei ebbe tre figli: Néstor, Miriam e Humberto, questo ultimo scomparso di cancro nel giugno 1978, all'età di quindici anni. Morì il 17 febbraio 2005 nella sua casa di San Nicolás de los Arroyos (da lui chiamata La Juventus in omaggio al club italiano), a causa di un tumore al pancreas, all'età di sessantanove anni.
Riposa nel cimitero privato Celestial del barrio San Nicolás di Buenos Aires.

## Statistiche
Tra club e nazionali maggiori, Sívori ha giocato 426 partite segnando 236 reti, alla media di 0,55 gol a partita.

### Presenze e reti nei club
| Stagione           | Squadra            | Campionato         | Campionato | Campionato | Coppe nazionali | Coppe nazionali | Coppe nazionali | Coppe continentali | Coppe continentali | Coppe continentali | Totale | Totale |
| Stagione           | Squadra            | Comp               | Pres       | Reti       | Comp            | Pres            | Reti            | Comp               | Pres               | Reti               | Pres   | Reti   |
| ------------------ | ------------------ | ------------------ | ---------- | ---------- | --------------- | --------------- | --------------- | ------------------ | ------------------ | ------------------ | ------ | ------ |
| 1954               | River Plate        | PD                 | 16         | 8          | -               | -               | -               | -                  | -                  | -                  | 16     | 8      |
| 1955               | River Plate        | PD                 | 23         | 11         | -               | -               | -               | -                  | -                  | -                  | 23     | 11     |
| 1956               | River Plate        | PD                 | 23         | 10         | -               | -               | -               | -                  | -                  | -                  | 23     | 10     |
| 1957               | River Plate        | PD                 | 1          | 0          | -               | -               | -               | -                  | -                  | -                  | 1      | 0      |
| Totale River Plate | Totale River Plate | Totale River Plate | 63         | 29         |                 | -               | -               |                    | -                  | -                  | 63     | 29     |
| 1957-1958          | Juventus           | A                  | 32         | 22         | CI              | 8               | 9               | -                  | -                  | -                  | 40     | 31     |
| 1958-1959          | Juventus           | A                  | 24         | 15         | CI              | 3               | 5               | CC+CA              | 2+1                | 3+2                | 30     | 25     |
| 1959-1960          | Juventus           | A                  | 31         | 28         | CI              | 4               | 3               | CA                 | 1                  | 1                  | 36     | 32     |
| 1960-1961          | Juventus           | A                  | 27         | 25         | CI              | 1               | 2               | CC                 | 1                  | 1                  | 29     | 28     |
| 1961-1962          | Juventus           | A                  | 25         | 13         | CI              | -               | -               | CC                 | 5                  | 2                  | 30     | 15     |
| 1962-1963          | Juventus           | A                  | 33         | 16         | CI              | 4               | 3               | CdA                | 4                  | 4                  | 41     | 23     |
| 1963-1964          | Juventus           | A                  | 28         | 13         | CI              | 2               | 1               | CdF                | 4                  | 0                  | 34     | 14     |
| 1964-1965          | Juventus           | A                  | 15         | 3          | CI              | 1               | 1               | CdF                | 3                  | 2                  | 19     | 6      |
| Totale Juventus    | Totale Juventus    | Totale Juventus    | 215        | 135        |                 | 23              | 24              |                    | 21                 | 15                 | 259    | 174    |
| 1965-1966          | Napoli             | A                  | 33         | 7          | CI              | 1               | 0               | CM+CdA             | 1+4                | 0+1                | 39     | 8      |
| 1966-1967          | Napoli             | A                  | 20         | 2          | CI              | 0               | 0               | CdF                | 5                  | 3                  | 25     | 5      |
| 1967-1968          | Napoli             | A                  | 7          | 2          | CI              | 0               | 0               | CdF                | 0                  | 0                  | 7      | 2      |
| 1968-1969          | Napoli             | A                  | 3          | 1          | CI              | 0               | 0               | CdF+CdA            | 2+0                | 0                  | 5      | 1      |
| Totale Napoli      | Totale Napoli      | Totale Napoli      | 63         | 12         |                 | 1               | 0               |                    | 12                 | 4                  | 76     | 16     |
| Totale carriera    | Totale carriera    | Totale carriera    | 341        | 176        |                 | 24              | 24              |                    | 33                 | 19                 | 398    | 219    |

### Cronologia presenze e reti in nazionale
| Cronologia completa delle presenze e delle reti in nazionale ― Argentina | Cronologia completa delle presenze e delle reti in nazionale ― Argentina | Cronologia completa delle presenze e delle reti in nazionale ― Argentina | Cronologia completa delle presenze e delle reti in nazionale ― Argentina | Cronologia completa delle presenze e delle reti in nazionale ― Argentina | Cronologia completa delle presenze e delle reti in nazionale ― Argentina | Cronologia completa delle presenze e delle reti in nazionale ― Argentina | Cronologia completa delle presenze e delle reti in nazionale ― Argentina |
| Data                                                                     | Città                                                                    | In casa                                                                  | Risultato                                                                | Ospiti                                                                   | Competizione                                                             | Reti                                                                     | Note                                                                     |
| ------------------------------------------------------------------------ | ------------------------------------------------------------------------ | ------------------------------------------------------------------------ | ------------------------------------------------------------------------ | ------------------------------------------------------------------------ | ------------------------------------------------------------------------ | ------------------------------------------------------------------------ | ------------------------------------------------------------------------ |
| 22-1-1956                                                                | Montevideo                                                               | Argentina                                                                | 2 – 1                                                                    | Perù                                                                     | Coppa America 1956                                                       | 1                                                                        |                                                                          |
| 29-1-1956                                                                | Montevideo                                                               | Argentina                                                                | 2 – 0                                                                    | Cile                                                                     | Coppa America 1956                                                       | -                                                                        |                                                                          |
| 5-2-1956                                                                 | Montevideo                                                               | Brasile                                                                  | 1 – 0                                                                    | Argentina                                                                | Coppa America 1956                                                       | -                                                                        |                                                                          |
| 15-2-1956                                                                | Montevideo                                                               | Uruguay                                                                  | 1 – 0                                                                    | Argentina                                                                | Coppa America 1956                                                       | -                                                                        |                                                                          |
| 28-2-1956                                                                | Città del Messico                                                        | Perù                                                                     | 0 – 0                                                                    | Argentina                                                                | Campionato Panamericano                                                  | -                                                                        |                                                                          |
| 6-3-1956                                                                 | Città del Messico                                                        | Argentina                                                                | 4 – 3                                                                    | Costa Rica                                                               | Campionato Panamericano                                                  | 3                                                                        |                                                                          |
| 11-3-1956                                                                | Città del Messico                                                        | Argentina                                                                | 3 – 0                                                                    | Cile                                                                     | Campionato Panamericano                                                  | 1                                                                        |                                                                          |
| 13-3-1956                                                                | Città del Messico                                                        | Messico                                                                  | 0 – 0                                                                    | Argentina                                                                | Campionato Panamericano                                                  | -                                                                        |                                                                          |
| 18-3-1956                                                                | Città del Messico                                                        | Argentina                                                                | 2 – 2                                                                    | Brasile                                                                  | Campionato Panamericano                                                  | 1                                                                        |                                                                          |
| 1-7-1956                                                                 | Montevideo                                                               | Uruguay                                                                  | 1 – 2                                                                    | Argentina                                                                | Coppa Atlantica                                                          | -                                                                        |                                                                          |
| 15-8-1956                                                                | Asunción                                                                 | Paraguay                                                                 | 0 – 1                                                                    | Argentina                                                                | Coppa Chevallier Boutell                                                 | -                                                                        |                                                                          |
| 19-8-1956                                                                | Buenos Aires                                                             | Argentina                                                                | 1 – 0                                                                    | Cecoslovacchia                                                           | Amichevole                                                               | -                                                                        |                                                                          |
| 5-12-1956                                                                | Rio de Janeiro                                                           | Brasile                                                                  | 1 – 2                                                                    | Argentina                                                                | Coppa Raúl Colombo                                                       | -                                                                        |                                                                          |
| 17-3-1957                                                                | Lima                                                                     | Argentina                                                                | 3 – 0                                                                    | Ecuador                                                                  | Coppa America 1957                                                       | 1                                                                        |                                                                          |
| 20-3-1957                                                                | Lima                                                                     | Uruguay                                                                  | 0 – 4                                                                    | Argentina                                                                | Coppa America 1957                                                       | -                                                                        |                                                                          |
| 28-3-1957                                                                | Lima                                                                     | Cile                                                                     | 2 – 6                                                                    | Argentina                                                                | Coppa America 1957                                                       | 1                                                                        |                                                                          |
| 3-4-1957                                                                 | Lima                                                                     | Argentina                                                                | 3 – 0                                                                    | Brasile                                                                  | Coppa America 1957                                                       | -                                                                        |                                                                          |
| 6-4-1957                                                                 | Lima                                                                     | Perù                                                                     | 2 – 1                                                                    | Argentina                                                                | Coppa America 1957                                                       | 1                                                                        | [ 37 ]                                                                   |
| 9-4-1957                                                                 | Lima                                                                     | Perù                                                                     | 1 – 4                                                                    | Argentina                                                                | Amichevole                                                               | -                                                                        |                                                                          |
| Totale                                                                   |                                                                          | Presenze                                                                 | 19                                                                       |                                                                          | Reti                                                                     | 9                                                                        |                                                                          |

| Cronologia completa delle presenze e delle reti in nazionale ― Italia | Cronologia completa delle presenze e delle reti in nazionale ― Italia | Cronologia completa delle presenze e delle reti in nazionale ― Italia | Cronologia completa delle presenze e delle reti in nazionale ― Italia | Cronologia completa delle presenze e delle reti in nazionale ― Italia | Cronologia completa delle presenze e delle reti in nazionale ― Italia | Cronologia completa delle presenze e delle reti in nazionale ― Italia | Cronologia completa delle presenze e delle reti in nazionale ― Italia |
| Data                                                                  | Città                                                                 | In casa                                                               | Risultato                                                             | Ospiti                                                                | Competizione                                                          | Reti                                                                  | Note                                                                  |
| --------------------------------------------------------------------- | --------------------------------------------------------------------- | --------------------------------------------------------------------- | --------------------------------------------------------------------- | --------------------------------------------------------------------- | --------------------------------------------------------------------- | --------------------------------------------------------------------- | --------------------------------------------------------------------- |
| 25-4-1961                                                             | Bologna                                                               | Italia                                                                | 3 – 2                                                                 | Irlanda del Nord                                                      | Amichevole                                                            | 1                                                                     |                                                                       |
| 24-5-1961                                                             | Roma                                                                  | Italia                                                                | 2 – 3                                                                 | Inghilterra                                                           | Amichevole                                                            | 1                                                                     |                                                                       |
| 15-6-1961                                                             | Firenze                                                               | Italia                                                                | 4 – 1                                                                 | Argentina                                                             | Amichevole                                                            | 2                                                                     |                                                                       |
| 15-10-1961                                                            | Tel Aviv                                                              | Israele                                                               | 2 – 4                                                                 | Italia                                                                | Qual. Mondiali 1962                                                   | -                                                                     |                                                                       |
| 4-11-1961                                                             | Torino                                                                | Italia                                                                | 6 – 0                                                                 | Israele                                                               | Qual. Mondiali 1962                                                   | 4                                                                     |                                                                       |
| 5-5-1962                                                              | Firenze                                                               | Italia                                                                | 2 – 1                                                                 | Francia                                                               | Amichevole                                                            | -                                                                     |                                                                       |
| 13-5-1962                                                             | Bruxelles                                                             | Belgio                                                                | 1 – 3                                                                 | Italia                                                                | Amichevole                                                            | -                                                                     |                                                                       |
| 31-5-1962                                                             | Santiago del Cile                                                     | Italia                                                                | 0 – 0                                                                 | Germania Ovest                                                        | Mondiali 1962 - 1º turno                                              | -                                                                     |                                                                       |
| 7-6-1962                                                              | Santiago del Cile                                                     | Italia                                                                | 3 – 0                                                                 | Svizzera                                                              | Mondiali 1962 - 1º turno                                              | -                                                                     |                                                                       |
| Totale                                                                |                                                                       | Presenze                                                              | 9                                                                     |                                                                       | Reti (39º posto)                                                      | 8                                                                     |                                                                       |

### Record

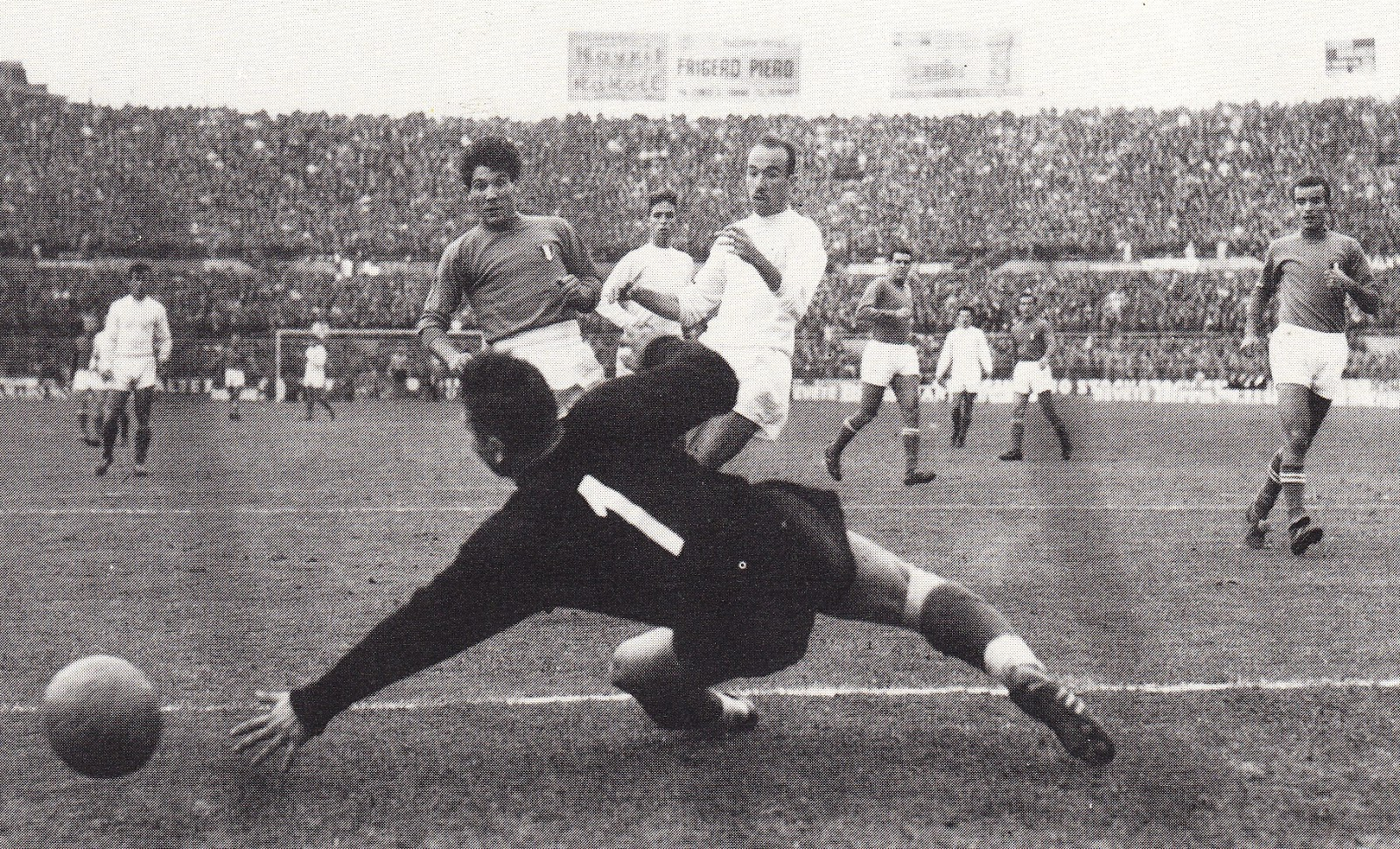
Sívori segna uno dei suoi quattro gol alla nazionale israeliana nel 1961

- Unico calciatore, insieme a Gigi Riva, Roberto Bettega, Francesco Pernigo, Alberto Orlando e Carlo Biagi, ad aver segnato una quaterna con la maglia della nazionale italiana.[38]
- Unico calciatore, insieme a Silvio Piola, ad aver segnato sei gol in una partita di Serie A.

### Statistiche da allenatore

#### Nazionale argentina
| Squadra   | Naz                  | dal               | al             | Record | Record | Record | Record     | Record | Record | Record | Record |
| G         | V                    | N                 | P              | GF     | GS     | DR     | % Vittorie |        |        |        |        |
| --------- | -------------------- | ----------------- | -------------- | ------ | ------ | ------ | ---------- | ------ | ------ | ------ | ------ |
| Argentina | Argentina (bandiera) | 27 settembre 1972 | 7 ottobre 1973 | 13     | 8      | 2      | 3          | 26     | 16     | +10    | 61,54  |

#### Panchine da commissario tecnico della nazionale argentina
| Cronologia completa delle presenze e delle reti in nazionale ― Argentina | Cronologia completa delle presenze e delle reti in nazionale ― Argentina | Cronologia completa delle presenze e delle reti in nazionale ― Argentina | Cronologia completa delle presenze e delle reti in nazionale ― Argentina | Cronologia completa delle presenze e delle reti in nazionale ― Argentina | Cronologia completa delle presenze e delle reti in nazionale ― Argentina | Cronologia completa delle presenze e delle reti in nazionale ― Argentina | Cronologia completa delle presenze e delle reti in nazionale ― Argentina |
| Data                                                                     | Città                                                                    | In casa                                                                  | Risultato                                                                | Ospiti                                                                   | Competizione                                                             | Reti                                                                     | Note                                                                     |
| ------------------------------------------------------------------------ | ------------------------------------------------------------------------ | ------------------------------------------------------------------------ | ------------------------------------------------------------------------ | ------------------------------------------------------------------------ | ------------------------------------------------------------------------ | ------------------------------------------------------------------------ | ------------------------------------------------------------------------ |
| 27-9-1972                                                                | Buenos Aires                                                             | Argentina                                                                | 2 – 0                                                                    | Cile                                                                     | Copa Carlos Dittborn                                                     | -                                                                        |                                                                          |
| 11-10-1972                                                               | Madrid                                                                   | Spagna                                                                   | 1 – 0                                                                    | Argentina                                                                | Copa de la Hispanidad                                                    | -                                                                        |                                                                          |
| 25-10-1972                                                               | Lima                                                                     | Perù                                                                     | 0 – 2                                                                    | Argentina                                                                | Copa Castilla                                                            | -                                                                        |                                                                          |
| 6-2-1973                                                                 | Città del Messico                                                        | Messico                                                                  | 2 – 0                                                                    | Argentina                                                                | Amichevole                                                               | -                                                                        |                                                                          |
| 15-2-1973                                                                | Monaco di Baviera                                                        | Germania Ovest                                                           | 2 – 3                                                                    | Argentina                                                                | Amichevole                                                               | -                                                                        |                                                                          |
| 20-2-1973                                                                | Ramat Gan                                                                | Israele                                                                  | 1 – 1                                                                    | Argentina                                                                | Amichevole                                                               | -                                                                        |                                                                          |
| 13-7-1973                                                                | Buenos Aires                                                             | Argentina                                                                | 5 – 4                                                                    | Cile                                                                     | Copa Carlos Dittborn                                                     | -                                                                        |                                                                          |
| 18-7-1972                                                                | Santiago del Cile                                                        | Cile                                                                     | 3 – 1                                                                    | Argentina                                                                | Copa Carlos Dittborn                                                     | -                                                                        |                                                                          |
| 27-7-1973                                                                | Buenos Aires                                                             | Argentina                                                                | 3 – 1                                                                    | Perù                                                                     | Copa Castilla                                                            | -                                                                        |                                                                          |
| 9-9-1973                                                                 | Buenos Aires                                                             | Argentina                                                                | 4 – 0                                                                    | Bolivia                                                                  | Qual. Mondiali 1974                                                      | -                                                                        |                                                                          |
| 16-9-1973                                                                | Asunción                                                                 | Paraguay                                                                 | 1 – 1                                                                    | Argentina                                                                | Qual. Mondiali 1974                                                      | -                                                                        |                                                                          |
| 23-9-1973                                                                | La Paz                                                                   | Bolivia                                                                  | 0 – 1                                                                    | Argentina                                                                | Qual. Mondiali 1974                                                      | -                                                                        | [ 40 ]                                                                   |
| 7-10-1973                                                                | Buenos Aires                                                             | Argentina                                                                | 3 – 1                                                                    | Paraguay                                                                 | Qual. Mondiali 1974                                                      | -                                                                        |                                                                          |
| Totale                                                                   |                                                                          | Presenze                                                                 | 13                                                                       |                                                                          | Reti                                                                     |                                                                          |                                                                          |

## Palmarès

### Giocatore

#### Club

##### Competizioni nazionali
- Campionato argentino: 3

River Plate: 1955, 1956, 1957
- Campionato italiano: 3

Juventus: 1957-1958, 1959-1960, 1960-1961
- Coppa Italia: 2

Juventus: 1958-1959, 1959-1960

##### Competizioni internazionali
- Coppa delle Alpi: 2

Juventus: 1963
Napoli: 1966

#### Nazionale
- Coppa America: 1

Argentina: Perù 1957

#### Individuale
- Miglior giocatore della Copa América: 1

Perù 1957
- Capocannoniere della Serie A: 1

1959-1960 (28 gol)
- Pallone d'oro: 1

1961
- Inserito nella FIFA 100

2004

### Allenatore

#### Club
- Canadian National Soccer League: 1

Toronto Italia: 1983
- NSL Cup: 1

Toronto Italia: 1983

## Nella cultura di massa
Nell'estate 1965 la popolarità raggiunta portò Sívori a interpretare se stesso nel film Idoli controluce di Enzo Battaglia, con Massimo Girotti e Valeria Ciangottini, cui seguì nel 1970 la pellicola Il presidente del Borgorosso Football Club di Luigi Filippo D'Amico, con Alberto Sordi.
Nel 1972 partecipò a un numero della rubrica pubblicitaria televisiva Carosello, pubblicizzante l'olio per motori Apilube dell'Anonima Petroli Italiani (API), nella quale veniva intervistato dal campione motociclista Giacomo Agostini.
Quando abbandonò il calcio giocato, la polemica con la classe arbitrale si trasferì dai campi di gioco alla televisione, e Sívori si dimostrò per lungo tempo competente e apprezzato commentatore.